# Didier Ya Konan
Didier Ya Konan (Abidjan, 25 febbraio 1984) è un ex calciatore ivoriano, di ruolo attaccante.

## Palmarès

### Club

#### Competizioni nazionali
- Campionato ivoriano: 4

ASEC Mimosas: 2003, 2004, 2005, 2006
- Coppa della Costa d'Avorio: 2

ASEC Mimosas: 2003, 2005
- Campionato norvegese: 1

Rosenborg: 2009